# Río Azul (ciutat maia)
Río Azul és un jaciment arqueològic de la civilització maia precolombina. És el jaciment més important del Parc Nacional Río Azul, al departament de Petén, al nord de Guatemala, a prop de les fronteres entre Mèxic i Belize. Río Azul està situat al sud-est del riu Azul i el seu apogeu data del període clàssic primerenc (c. 250-600 dC).
L'arquitectura rellevant més antiga data al voltant de l'any 500 aC, al període preclàssic tardà (c. 350 aC - 250 dC). A finals del segle iv dC, Río Azul estava dominat per la ciutat de Tikal i el seu gran aliat del centre de Mèxic, Teotihuacan. Tikal va utilitzar Río Azul per assegurar-se una important ruta comercial cap al mar Carib i desafiar Calakmul, el seu gran rival. La ciutat va ser abandonada en gran part al segle vi, però va experimentar un ressorgiment al clàssic tardà (c. 600-900 dC), probablement com a resultat de la repoblació per part de Kinal.

## Ubicació
Les ruïnes estan situades immediatament al sud-est del riu Azul ('blau') sobre una carena baixa a l'extrem nord-est del departament del Petén. Río Azul està delimitat al costat oriental per estructures lineals interconnectades i per pantans. El límit sud està format per un barranc modificat artificialment. El jaciment es troba a 12 km al nord de les ruïnes clàssiques tardanes de Kinal, 20 km a l'oest de les ruïnes del clàssic primerenc-tardà de La Milpa, i 60 km al nord-est de Tikal. La ubicació de Río Azul assegurava el control d'una ruta comercial al llarg d'un afluent del riu Hondo, que era una ruta important cap al mar Carib .

## Població
La ciutat va assolir la seva població màxima entre els anys 390 i 540 dC, quan tenia uns 3.500 habitants. L'elit governant vivia en complexos palatins dins del nucli del lloc; les seves llars consistien en famílies extenses amb els seus servents. La població es concentrava gairebé completament dins de la ciutat amb una densitat de població de 2.700 h/km². Els pagesos i els jornalers constituïen el 31% i el 57% de la població respectivament i estaven subjectes a obligacions feudals amb els seus senyors. El patró de població inusual i altament aglomerat s'ha atribuït a l'estatus de Río Azul com a fortalesa fronterera. Durant el ressorgiment de la ciutat durant el clàssic tardà del lloc, la densitat de població rural al grup BA-20, que abans era perifèric, va arribar a aproximadament 300 h/km². Entre el 692 i el 830 dC, la població total de Río Azul va tornar a assolir un màxim d'uns 3.500, amb 2.500 d'aquests a la zona BA-20.

## Governants
Un dels individus trobats, identificat amb el sobrenom de "Sis Cels" pels arqueòlegs va ser un governant prominent de Río Azul a principis del segle V dC. S'ha especulat que es podria tractar del fill de Siyaj Chan K'awiil II, un rei de Tikal.

## Història
Río Azul es va establir per primera vegada al preclàssic mitjà (c. 1000-350 aC) al voltant del 900 aC i va experimentar un període d'expansió notable durant el preclàssic tardà, moment en què es van construir diversos temples monumentals. Aquests s'han datat al voltant del 500 aC. Al preclàssic la població es va estendre al llarg de la riba est del riu; al preclàssic tardà la població va començar a concentrar-se a la carena, i això va continuar fins al període clàssic primerenc.
A finals del segle iv dC, Río Azul va passar a estar dominat per la ciutat de Tikal. De fet, diverses escenes que representen el sacrifici d'almenys vuit nobles van ser esculpides en una sèrie de tres altars circulars datats de l'any 385 dC; això s'ha interpretat com el sacrifici de l'elit local després d'una presa de possessió per part de Tikal i els seus aliats teotihuacans. El senyor de la guerra teotihuacan Siyaj K'ak' s'esmenta en una inscripció a Río Azul datada de l'any 393 dC, durant el regnat del rei Yax Nuun Ayiin I a Tikal. El vestit militar de Yax Nuun Ayiin I representat en monuments tant de Tikal com de Río Azul, combinat amb diversos textos jeroglífics, vincula el rei de Tikal amb els esdeveniments polítics a Río Azul en aquest moment. El domini de Tikal sobre el Río Azul en aquest moment hauria assegurat una important ruta comercial cap al Carib i hauria desafiat Calakmul, el gran rival de Tikal, que hauria utilitzat el riu Hondo per a la seva pròpia ruta cap al mar. Aquesta incursió a l'esfera d'influència de Calakmul va provocar un període de ferotge rivalitat entre les dues potències que finalment va conduir a la caiguda de Río Azul. Durant el clàssic primerenc, el lloc proper de La Milpa probablement estava subjecte a Río Azul.
La ciutat va patir un pronunciat declivi al segle vi, cap al final del clàssic primerenc, i fins i tot podria haver estat abandonada en aquest moment. Aquest període correspon a un període de conflicte entre Tikal i Calakmul durant el qual hi ha evidència de destrucció deliberada a Río Azul. La ciutat probablement va ser envaïda per Calakmul a causa de la seva aliança amb Tikal i la seva influència sobre la ruta comercial cap al Carib. El lloc va ser repoblat durant el Clàssic tardà; probablement això va ser supervisat per Kinal. La població es concentrava a les zones residencials i hi havia poca construcció nova. Les troballes de ceràmica a Río Azul demostren que les rutes comercials maies encara passaven per la ciutat al segle ix, però la ciutat va ser completament abandonada l'any 880 dC.

### Història moderna
Les ruïnes van ser descobertes el 1962 per Trinidad Pech i poc després del seu descobriment, diverses tombes de l'elit van ser saquejades. Els saquejadors van cavar grans trinxeres que travessaven els temples més importants; en el punt àlgid del saqueig a finals dels anys setanta, va arribar a haver-hi 80 treballadors contractats, finançats per un ric col·leccionista privat. L'arqueòleg Ian Graham va viatjar a Río Azul el 1981 per fer un seguiment dels rumors del saqueig i documentar els danys; com a resultat del seu estudi, el govern guatemalenc va destinar custodis al lloc. Richard Adams va iniciar investigacions formals de Río Azul el 1983, uns estudis que van durar fins al 1987 començant el Projecte Río Azul de cinc anys, que va acabar el 1987. El projecte va investigar i documentar més de 125 trinxeres i túnels de saquejadors.

## Descripció del jaciment
El jaciment cobreix una superfície d'aproximadament 1,3 km² i inclou aproximadament 729 estructures importants que daten dels segles V al VI dC; la concentració més densa d'estructures substancials s'agrupa dins dels 0,5 km² del nucli del jaciment; el temple més alt fa 15 m d'alçada. L'arquitectura principal es va erigir sota la supervisió de la dinastia instal·lada per Tikal i els seus aliats teotihuacans. Els elements arquitectònics amb influències teotihuacanes inclouen l'estil talud-tablero ('talús-tauler'). Els principals grups arquitectònics del nucli del jaciment estaven connectats per una sèrie de places pavimentades i calçades. Al voltant d'aquests grups principals s'hi dispersaven palaus menors i complexos residencials. Río Azul posseeix nou grups arquitectònics principals al nucli del jaciment, cadascun dels quals inclou un complex residencial de l'elit i les seves piràmides funeràries associades. La ciutat posseeix 39 patis formals amb els seus complexos arquitectònics associats. Es van trobar tres chultunob (cambres d'emmagatzematge subterrànies) dins del nucli del jaciment.
L'estructura A-3 era un temple gran. A sota seu es van trobar tres altars inscrits que daten del clàssic primerenc; representaven escenes de sacrificis humans. El temple va ser construït durant l'apogeu de Río Azul entre el 390 i el 530.

### Grup BA-20
El Grup BA-20 està situat a pocs quilòmetres al nord-est del nucli del jaciment i inclou quatre plataformes que daten del preclàssic tardà. El grup ja havia estat abandonat quan Río Azul va assolir la seva màxima extensió; no s'han trobat restes del clàssic primerenc a la rodalia de BA-20. El grup va ser rehabitat durant el clàssic tardà, amb la repoblació general de Río Azul, i s'estima que el grup va allotjar unes 2.500 persones entre el 692 i el 830 dC. L'àrea total coberta pel grup s'estima que és entre 7 i 8 km², dels quals la cartografia i les excavacions de prova només van cobrir 0,8 km². A la zona cartografiada, els arqueòlegs van registrar 275 estructures i 30 chultunob. Gairebé tota l'arquitectura del grup és de naturalesa domèstica i la probable funció d'emmagatzematge d'aliments dels chultunob dona suport a la interpretació del grup com a principalment de naturalesa residencial.

### Monuments
L'estela 1 estava associada amb l'estructura A-3. Té inscrita una data equivalent a l'any 392 dC i esmenta un dels reis de Río Azul. Al segle ix dC, l'estela ja estava tancada dins d'un santuari; el santuari estava mig ple de ceràmica trencada al voltant de l'any 850 dC; això era simptomàtic d'un esdeveniment regional calamitós que va eliminar ràpidament la cultura maia d'elit a la regió. L'estela 1 està orientada a l'oest i té una alçada total de 5,4 m incloent-hi els 0,9 m de la part enterrada del pou; mesura 1,3 m d'amplada per 0,6 m de gruix. El monument està esculpit en tres costats i té restes de pintura vermella.
L'estela 2 data del clàssic tardà i inclou un text jeroglífic que esmenta un visitant de l'elit de La Milpa, en un moment en què Río Azul ja havia superat el seu apogeu. Es va trobar associada a l'Estructura B-XI i està orientada al sud. Mesura 3,3 m d'alçada, inclosa la part enterrada, que mesura 0,6 m. El monument fa 1,2 m d'amplada i 0,6 m de gruix i està esculpit a les quatre cares. Té traces de pigments vermells i verds. El monument va ser inaugurat l'any 690 dC i esmenta el naixement d'un governant de Río Azul l'any 661.
L'estela 3 data del clàssic inferior i estava associada amb l'estructura F1. Mesura 3,2 d'alçada, amb 2,3 m d'aquesta sobre el terra. El monument fa 1,1 m d'amplada i 0,6 m de gruix. Està orientada a l'oest i està esculpida en tres cares. L'estela encara té restes de pintura vermella. L'estela 3 ja estava molt malmesa quan es va descobrir el 1983. Tot i que no es conserva cap text jeroglífic al monument, la posició d'una figura amb els peus apuntant cap a l'esquerra és típica dels monuments del clàssic inferior.
L'estela 4 va ser dedicada al voltant de l'any 840 dC. Aquest monument ha estat associat amb els maies Puuc per l'investigador Richard EW Adams.

### Tombes
El jaciment és conegut per diverses tombes ornamentades, algunes de les quals tenen voltes de mènsula. Les tombes van ser excavades a la roca calcària i les parets estaven pintades de vermell i negre. Uns saquejadors que van retirar la major part del contingut de la tomba van descobrir diverses cambres funeràries sota l'estructura A-3. Les parets de la cambra estaven pintades amb textos jeroglífics. Els arqueòlegs de Río Azul han investigat més de trenta tombes, totes datades d'un període que abasta uns quants segles, des del preclàssic tardà fins al clàssic primerenc. Les imatges aquàtiques són habituals a les tombes reials, vinculada al descens de l'ànima del difunt al món subterrani.
La tomba 1 es va inserir a l'estructura C-1. Tot i que va ser saquejada, conté bons exemples de murals elaborats del clàssic primerenc i inclou una data del Compte Llarg de 8.19.1.9.13, equivalent a una data del setembre de 417. Les parets de la tomba estaven recobertes de guix, pintades amb un pigment d'hematites vermell i decorades amb jeroglífics. El text jeroglífic de la tomba proclamava l'ascendència reial Tikal del seu ocupant. Com que es desconeix el nom de l'ocupant, actualment se'l coneix amb la designació de «Governant X"»
La tomba 12 es troba sota l'estructura A-3. Té parets pintades amb escriptura maia que inclou esments d'una persona anomenada "Sis Cels", la seva mort o enterrament l'any 450 i el glif emblema de Río Azul. El cadàver del difunt es col·locava al centre de la tomba amb glifs per a cadascun dels punts cardinals pintats a les parets corresponents, posicionant-lo així al centre del món.
La tomba 19 es va trobar intacta; contenia tèxtils refinats i ceràmica amb influència teotihuacana,  incloent-hi recipients cilíndrics trípode d'un tipus comú a la costa del Golf i a la mateixa Teotihuacan. Es van trobar traces de cacau en alguns dels recipients ceràmics i un d'ells estava decorat amb un text jeroglífic que descrivia la seva funció i nomenava el seu propietari. Es creu que l'ocupant de la tomba era originari de Teotihuacan.
Es creu que la tomba 23 era la tomba d'un nadiu de Teotihuacan. Igual que la tomba 19, també contenia recipients cilíndrics trípodes de l'estil teotihuacà.

## Artefactes
S'han recuperat diversos recipients de ceràmica de Río Azul que s'utilitzaven per al cacau. Un dels recipients inclou jeroglífics que l'identifiquen específicament com un «recipient de cacau», i s'han trobat residus de cacau en diversos altres recipients. Entre les troballes de Río Azul hi ha un recipient de xocolata amb tap de rosca.
S'ha trobat una màscara jade saquejada amb jeroglífics inscrits que anomenen el mateix rei que s'esmenta a l'Estela 1, juntament amb una versió truncada del glif emblema de Río Azul.